# Sattar Mohbaliyev
Sattar Mohbaliyev est un homme politique azerbaïdjanais, membre des IIe, IIIe, IVe, Ve, VIe législatures de l'Assemblée nationale d'Azerbaïdjan.

## Biographie
Sattar Mohbaliyev est né dans le village de Qivraq de la région de Şərur. Il est diplômé de la faculté de comptabilité de l'Université d'État d'économie d'Azerbaïdjan. Il parle russe.

### Carrière
Sattar Mohbaliyev est vice-président de la Confédération internationale des syndicats libres et du Conseil régional paneuropéen. Il est membre des commissions du travail et de la politique sociale, des affaires régionales de l'Assemblée nationale et de la commission disciplinaire. Il est le chef du groupe de travail sur les relations interparlementaires Azerbaïdjan-Pologne, membre des groupes de travail sur les relations avec les parlements du Qatar, du Maroc et de la Turquie.

### Famille
Sattar Mohbaliyev est marié et a trois enfants.

## Prix
- Ordre de la Gloire
- Diplôme honorifique du président